# Mercedsjön

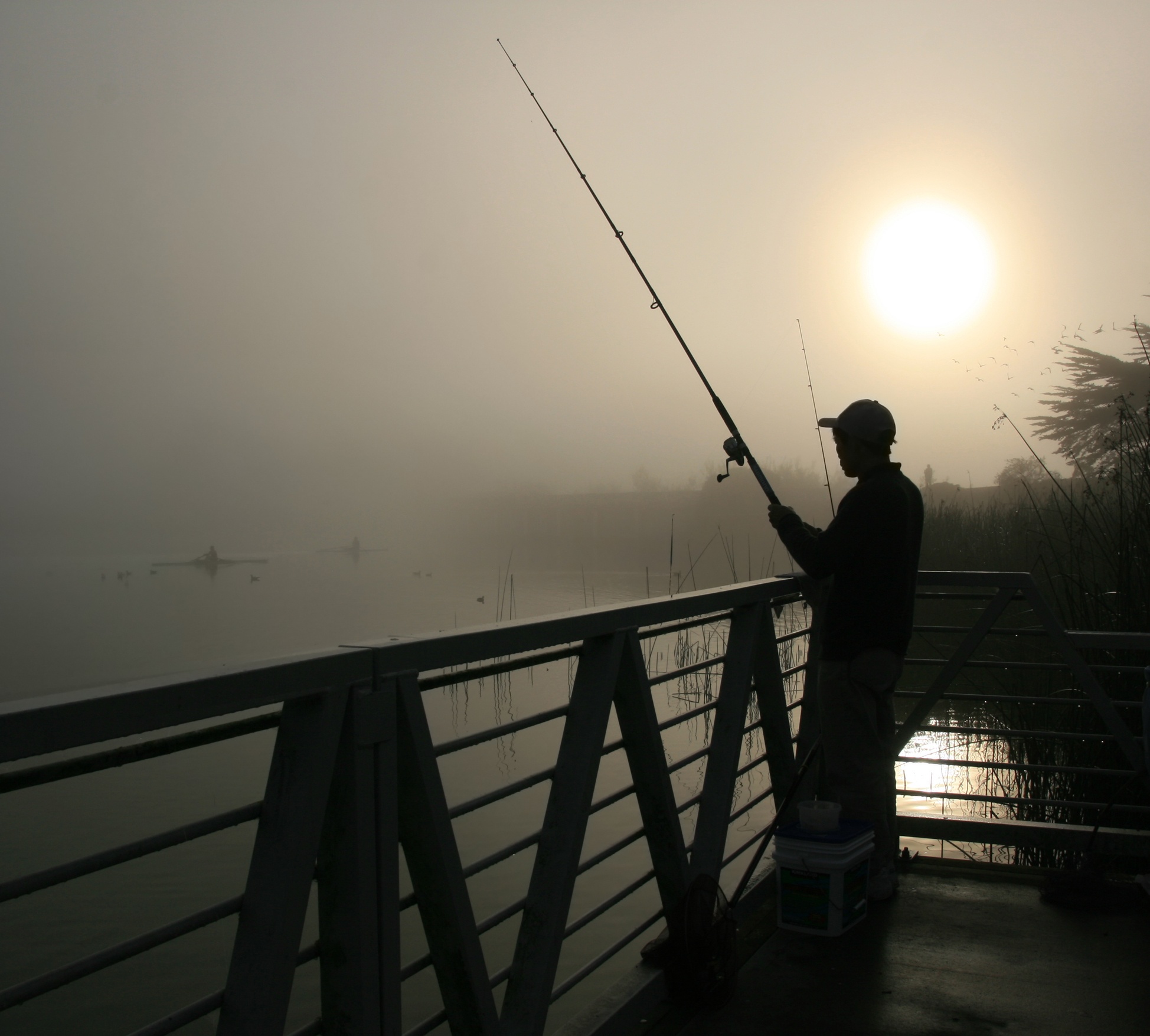
Fiskare vid Mercedsjön

Mercedsjön (engelska: Lake Merced) är en sötvattensjö belägen strax sydväst om San Francisco i den amerikanska delstaten Kalifornien. Sjön var från början känd under det spanska namnet Laguna de Nuestra Señora de la Merced, ett namn sjön fick 1775 av Bruno de Heceta. Den 13 september 1859 möttes överdomaren David S. Terry och senatorn David C. Broderick i en duell vid sjön, något som slutade med Brodericks död tre dagar senare efter att han hade träffats av Terrys första skott.
Den är omgivet av tre golfbanor (Olympic Club, San Francisco Golf Club och TPC Harding Park), samt bostadsområden, San Francisco State University och den tidigare försvarsanläggningen Fort Funston. San Francisco-polisens skjutbana, en skytteklubb och stadens nationalgardes arsenal finns också i området. Själva sjön är hem för två roddklubbar, Pacific Rowing Club och St. Ignatius College Prep Rodd Team, båda två tävlingsklubbar för San Franciscos gymnasieelever. 
Sjön har ett tillflöde från en underjordisk källa och hade en gång i tiden ett utlopp till Stilla havet, något som visas på en karta från 1869. Saltnivåerna i sjön har alltid varierat, vilket har fått vissa fiskarter som lever i sjön att anpassa sig till både salt och sötvatten. Det sker ett aktivt fritidsfiske på sjön. Sjöns vattennivå krympte i årtionden, något som äventyrade den historiska roll Mercedsjön hade i att stödja ett sunt ekosystem. På grund av bättre hantering av akvifären och enstaka tillsatser av vatten, har sjöns vattennivå ökat sedan 1990.